# رودولفو سانچو
رودولفو سانچو (انگلیسی: Rodolfo Sancho؛ زادهٔ ۱۴ ژانویهٔ ۱۹۷۵) بازیگر اهل اسپانیا است.
از فیلم‌ها یا برنامه‌های تلویزیونی که وی در آن نقش داشته‌است می‌توان به نابکاران آسوده نخواهند ماند، افراد خودی، پس از کلاس، بانو، وارثان زمین، چشم غیرمسلح، مردن از خنده، تاج شکسته، یک گام به پیش و ایزابل اشاره کرد.